# أليكس راسيل
أليكس راسيل (بالإنجليزية: Alex Russell)‏ (30 نوفمبر 1922 في جمهورية أيرلندا - 24 فبراير 2014) هو لاعب كرة قدم بريطاني (وحمل سابقاً جنسية المملكة المتحدة لبريطانيا العظمى وأيرلندا) في مركز حراسة المرمى. شارك مع منتخب أيرلندا الشمالية لكرة القدم. أما مع النوادي، فقد لعب مع نادي لينفيلد.

## وصلات خارجية
- أليكس راسيل على موقع قاعدة بيانات كرة القدم.إي يو (الإنجليزية)
- أليكس راسيل على موقع ناشيونال فوتبول تيمز (الإنجليزية)
- أليكس راسيل على موقع عالم كرة القدم.نت (الإنجليزية)